# Samuel Beal
Samuel Beal (ur. 1825, zm. 1889) – badacz orientalista, pierwszy Anglik, który tłumaczył bezpośrednio z języka chińskiego wczesne zapisy na temat buddyzmu.
Urodził się w dystrykcie Davenport miasta Stockport, w hrabstwie Cheshire, a w 1847 r. ukończył Trinity College na Uniwersytecie Cambridge. W następnych latach był kapelanem w brytyjskiej marynarce wojennej. W czasie pierwszego okresu II wojny opiumowej w Chinach (1856-58) pływał na Sybile. 
W 1857 r. wydał dla prywatnego użytku pamflet pokazujący, że Taikun z Yedo ("Tycoon of Yedo"), czyli siogun Tokugawa z Edo, z którym układali się obcokrajowcy, w rzeczywistości nie był cesarzem Japonii. W 1877 r. przeszedł z marynarki w stan spoczynku. Jego reputacja zbudowała się w oparciu o serię prac, które śledziły podróże chińskich pielgrzymów buddyjskich po Indiach od V do VII wieku n.e., a także dzięki jego książkom na temat buddyzmu, które stały się klasykami.

## Wśród jego dzieł znajdują się
- Travels of Fah-Hian and Sung-Yun, Buddhist pilgrims, from China to India (400 A.D. and 518 A.D.). (1869)
- The Catena of Buddhist Scriptures from the Chinese (1872)
- The Romantic Legend of Buddha (1876)
- Texts from the Buddhist Canon, Commonly Known as Dhammapada, with Accompanying Narratives. Translated from the Chinese by Samuel Beal. (1878)
- Buddhism in China (1884)
- Si-Yu-Ki: Buddhist Records of the Western World, by Hiuen Tsiang. 2 vols. Translated by Samuel Beal. London. 1884. Reprint: Delhi. Oriental Books Reprint Corporation. 1969. (Includes The Travels of Sung-Yun and Fa-Hien).
- The Life of Hiuen-Tsiang. Translated from the Chinese of Shaman Hwui Li by Samuel Beal. London. 1911. Reprint Munshiram Manoharlal, New Delhi. 1973.

## Inne dzieła i edycje
- Dhammapada with Accompanying Narratives. Translated from the Chinese by Samuel Beal. (1971)
- Romantic Legend of Śakya Buddha: a Translation of the Chinese Version of the Abhiniskramanasutra / Samuel Beal. (1985)
- Romantic Legend of Sakya Buddha: from the Chinese-Sanscrit. By Samuel Beal. (1875)
- Sacred Books of the East ... with Critical and Biographical Sketches by Epiphonius Wilson, A.M. (1902)
- Fo-sho-hing-tsan-king; a Life of Buddha. (1966)
- Fo-sho-hing-tsan-king, a Life of Buddha, by Asvaghosa, Bodhisattva; translated from Sanskrit into Chinese by Dharmaraksha, A.D. 420, and from Chinese into English by Samuel Beal. (1883)
- Selection from Buddha. (1800)
- Abstract of Four Lectures on Buddhist Literature in China. (1882)
- Buddhism in China
- Buddhism in China / by Samuel Beal. (1980)
- Buddhism in China. By the Rev. S. Beal ... Published under the direction of the Committee of general literature and education appointed by the Society for promoting Christian knowledge. (1884)
- Buddhist literature in China / by Samuel Beal. (1988)
- Buddhist Tripitaka as It Is Known in China and Japan; a catalogue and compendious report. (1876)
- Catena of Buddhist Scriptures from the Chinese. By Samuel Beal. (1871)
- Travels of Fah-hian and Sung-yun, Buddhist Pilgrims, from China to India (400 A.D. and 518 A.D.) / translated from the Chinese by Samuel Beal. (1964)
- Life of Hiuen-Tsiang, by the Shaman Hwui Li. With an introd. containing an account of the works of I-tsing, by Samuel Beal. With a pref. by L. Cranmer-Byng. (1911)
- Life of Hiuen-Tsiang / by Hwui Li ; with an introduction containing an account of the works of I-Tsing [by] Samuel Beal ; with a preface by L. Cranmer-Byng. (1998)
- Life of Hiuen-Tsiang, by the Shaman Hwui Li. With an introd. containing an account of the works of I-tsing, by Samuel Beal. With a pref. by L. Cranmer-Byng. (1973)
- Life of Hiuen-Tsiang : Scholar, Saint and Pilgrim / Shaman Kwui-Li ; [translator, Samuel Beal]. (2003)
- Si-yu-ki. Buddhist Records of the Western World. (1884)
- Si-yu-ki. Buddhist Records of the Western World. Translated from the Chinese of Hiuen Tsiang (A.D. 629) by Samuel Beal. (1969)
- Si-yu-ki. Buddhist Records of the Western World. Translated from the Chinese of Hiuen Tsiang (A.D. 629) by Samuel Beal. (1968)
- Si-yu-ki. Buddhist records of the Western World. Translated from the Chinese of Hiuen Tsiang (A.D. 629), by Samuel Beal. (1885)